# Katharina König-Preuss

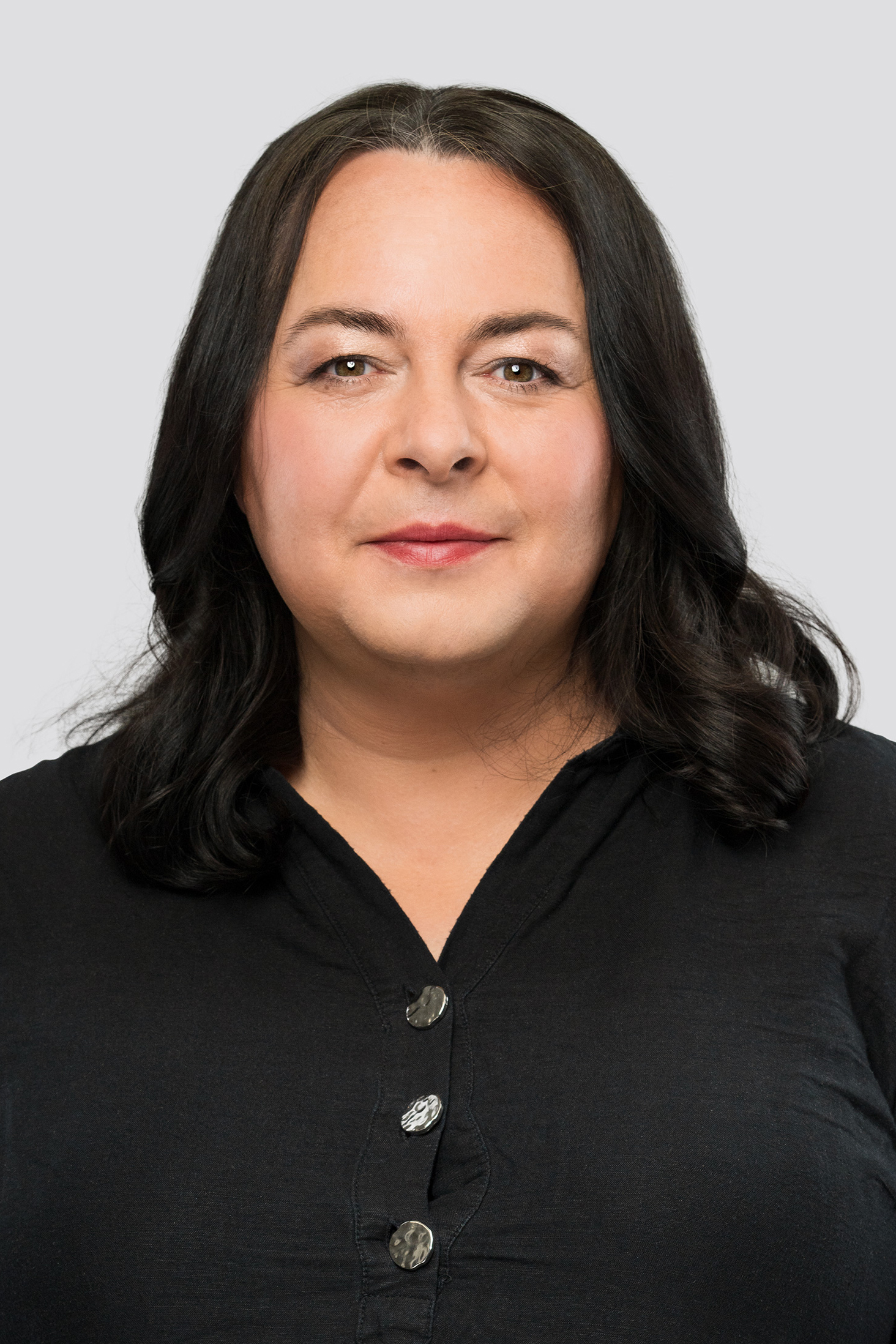
Katharina König-Preuss (2024)

Katharina König-Preuss (* 7. April 1978 in Erfurt, geborene König) ist eine deutsche Politikerin (Die Linke) und seit 2009 Thüringer Landtagsabgeordnete. Sie gehörte den NSU-Untersuchungsausschüssen des Thüringer Landtags an und trug zur Aufklärung der Hintergründe des rechtsextremen Terrorismus des NSU bei.

## Leben
Die Tochter des Pfarrers Lothar König besuchte bis 1997 ein Gymnasium in Jena. Nach einem freiwilligen sozialen Jahr in Israel begann sie ein Studium der Semitischen Philologie, Islamwissenschaft und Politikwissenschaft an der Friedrich-Schiller-Universität Jena, das sie 2002 abbrach. Ab 2004 studierte sie „Soziale Arbeit“ an der Berufsakademie Gera und erwarb 2007 den Abschluss zur Diplom-Sozialarbeiterin (BA). Bis 2009 arbeitete sie sieben Jahre als Sozialpädagogin und Straßensozialarbeiterin in einem Jugendzentrum der Evangelisch-Lutherischen Kirchgemeinde in Jena.
Katharina König-Preuss engagiert sich seit ihrer Jugend gegen Rechtsextremismus. Sie gilt laut Deutschlandfunk als „eine exzellente Kennerin der rechten Szene“. Ab 1999 war sie im Aktionsbündnis gegen Rechts (Jena) und im Vorfeld des Irakkrieges ab 2002 im Jenaer Friedensbündnis. Bei der Thüringer Kommunalwahl 2004 wurde sie für die damalige PDS in den Stadtrat gewählt und bei den Kommunalwahlen 2009 und 2014 wiedergewählt. Zur Thüringer Landtagswahl 2009 wurde König-Preuss auf den elften Platz der Landesliste gewählt und zog über diesen Listenplatz im Herbst in den Landtag ein. In den Jahren 2014, 2019 und 2024 erlangte sie ihr Landtagsmandat ebenfalls über die Landesliste. In der 7. Wahlperiode des Thüringer Landtages war sie Sprecherin ihrer Fraktion für Migrationspolitik, Antifaschismus und Antirassismus. Sie ist Mitglied des Innenausschusses und saß zusammen mit Martina Renner im thüringischen Untersuchungsausschuss zum Nationalsozialistischen Untergrund. Sie unterhält ein Wahlkreisbüro in Saalfeld.
Das Thüringer Landesamt für Verfassungsschutz versuchte Oktober 2012 einen Mitarbeiter von Katharina König-Preuss als V-Mann zu gewinnen. Innenminister Jörg Geibert bestätigte den Anwerbeversuch.
Unter Verwendung des von Wolf Biermann für ihre Partei bei der Feierstunde im Bundestag zum 25. Jahrestag des Mauerfalls benutzten Begriffs „Drachenbrut“ beschmierten in der Nacht zum 14. November 2014 Unbekannte ihr Saalfelder Wahlkreisbüro.
Katharina König-Preuss wurde mehrmals von Rechtsradikalen bedroht und angegriffen. Als Reaktion auf einen Mordaufruf der anonym auftretenden neonazistischen Band „Erschießungskommando“ gegen sie und ihren Vater 2016 widmete ihr die Band Feine Sahne Fischfilet ein Lied, das der Sänger Jan Gorkow für sie geschrieben hat, mit dem Titel Angst frisst Seele auf.
Anlässlich eines 2018 geplanten Punkrock-Konzerts in Mühlhausen mit dem Motto Aufmucken gegen Rechts warf der Fraktionsvorsitzende der AfD im Thüringischen Landtag, Björn Höcke, der Regierung vor, sich den „skandalösen Luxus“ zu leisten, „Steuergeld für den Auftritt linksextremer Bands auszugeben“. In einer medial beachteten Rede versuchte König-Preuss die Rolle des Punkrock für die Gesellschaft aus ihrer Sicht darzulegen. Sie baute in sechseinhalb Minuten Redezeit über 39 Punkband-Namen ein und zitierte Texte aus deren Songs.
Seit ihrer Heirat im April 2017 führt sie den Namen König-Preuss.

## Positionen

### DDR-Unrechtsstaatsdebatte
In einer Rede im Thüringer Landtag legte König-Preuss dar, warum sie die DDR für einen Unrechtsstaat hält. Wegen dieser Position wurde sie von drei Mitgliedern und einem Sympathisanten ihrer Partei aus Bad Blankenburg in einem offenen Brief scharf attackiert, außerdem forderten diese eine Rückgabe ihres Mandats. Während einige Mitglieder der Partei den Autoren des Briefs zustimmten, stellten sich die Mehrheit des Kreisverbandes und der Fraktionsvorsitzende der LINKEN Bodo Ramelow hinter die Abgeordnete, die eine Auseinandersetzung in der Linken zur DDR-Vergangenheit und der Rolle der SED forderte.

### Residenzpflichtdebatte
In einer Debatte im Thüringer Landtag zur Residenzpflicht warf König-Preuss der Thüringer Polizei eine rassistische Kontrollpraxis vor. Dass Asylbewerber in Thüringen ihren Landkreis nicht verlassen dürfen, führe dazu, dass die Polizei ausländisch aussehende Menschen mit dunklerer Hautfarbe häufiger kontrolliere, um in dieser Personengruppe vermutete Verstöße gegen die Residenzpflicht aufzuspüren und zu ahnden. Sie ergänzte, dass hier das System und nicht der einzelne Polizist rassistisch sei. Daraufhin wurde sie von CDU-Politikern wie Wolfgang Fiedler, der aus Protest den Plenarsaal verließ, heftig kritisiert.

### NSU-Aufklärung
König-Preuss engagiert sich in der Aufklärungsarbeit zur rechtsextremen Terrorgruppe Nationalsozialistischer Untergrund. Sie war Obfrau der Linken im 2019 beendeten NSU-Ausschuss des Thüringer Landtags und gilt als eine der führenden Aufklärerinnen zum NSU. Diese Arbeit trägt sie durch Vorträge und Publikationen in die Gesellschaft. Sie gehört zu den Ausschussmitgliedern, die die Auffassung der Bundesanwaltschaft, dass nur das Kern-Trio für die Taten verantwortlich gewesen sei, in Frage stellten. Für sie war das Urteil im NSU-Prozess nur ein erster Schritt der juristischen Aufarbeitung. Am Tag der Urteilsverkündung stellte König-Preuss bei der Staatsanwaltschaft Erfurt drei Strafanzeigen gegen Mitarbeiter von Sicherheitsbehörden, die nach ihrer Auffassung „durch ihr Tun oder Unterlassen aktiv dazu beigetragen haben, dem NSU das Untertauchen zu ermöglichen oder Geldmittel zur Unterstützung zur Verfügung gestellt haben“. Gemeinsam mit Innenpolitikerinnen der Regierungsfraktionen SPD und Grüne im Thüringer Landtag stellte sie im November 2018 einen Antrag, „laut dem unabhängige Wissenschaftler die Altfälle rechter Gewalt in Thüringen seit 1990 untersuchen sollen“.

## Publikationen
- Das Versagen der politisch Verantwortlichen (S. 151–161). Keine Sorgen mit den Rechten. Saalfeld-Rudolstadt – Hochburg der Rechten in den 1990er Jahren und Herz des Thüringer Heimatschutzes (S. 162–167). In: Bodo Ramelow (Hrsg.): Made in Thüringen? Nazi-Terror und Verfassungsschutz-Skandal. VSA, Hamburg 2012, ISBN 978-3-89965-521-6.
- Die Durchsuchung. In: Johannes Eisenberg, Lea Voigt, Manuel Vogel (Hrsg.): Antifaschismus als Feindbild. Der Prozess gegen den Pfarrer Lothar König. Laika, Hamburg 2014, S. 111–117 (online).
- mit Madeleine Henfling und Dorothea Marx: „Vorreiter“ der Aufklärung? Die Thüringer Untersuchungsausschüsse zu Rechtsterrorismus und zum „Nationalsozialistischen Untergrund“. In: Benjamin-Immanuel Hoff, Heike Kleffner, Maximilian Pichl, Martina Renner (Hrsg.): Rückhaltlose Aufklärung? NSU, NSA, BND – Geheimdienste und Untersuchungsausschüsse zwischen Staatsversagen und Staatswohl. VSA, Hamburg 2019, S. 209–224.